# Jagdstaffel 80
La Jagdstaffel 80 (in tedesco: Königlich Bayerische Jagdstaffel Nr 80, abbreviato in Jasta 80) era una squadriglia (staffel) da caccia della componente aerea del Deutsches Heer, l'esercito dell'Impero tedesco, durante la prima guerra mondiale (1914-1918).

## Storia
La Jagdstaffel 80 venne fondata il 19 ottobre 1917 presso il Fliegerersatz-Abteilung (distaccamento di avizione di riserva) 2b di Fürth. Il 27 febbraio venne assegnata alla 19ª Armata. La squadriglia ottenne la prima vittoria aerea il 3 maggio.
Erwin Wenig è stato l'unico Staffelführer (comandante) della Jagdstaffel 80, dal 27 febbraio del 1918 fino alla fine della guerra.
Alla fine della prima guerra mondiale, alla Jagdstaffel 80 vennero accreditate più di 15 vittorie aeree di cui 4 per l'abbattimento di palloni da osservazione. Di contro, la Jasta 80 perse due piloti, tre morirono in incidenti aerei, due piloti feriti in incidenti aerei, sei piloti furono feriti in azione e uno fu fatto prigioniero.

## Lista dei comandanti della Jagdstaffel 80
Di seguito vengono riportati i nomi dei piloti che si succedettero al comando della Jagdstaffel 80.
| Grado | Nome        | Periodo                            |
| ----- | ----------- | ---------------------------------- |
|       | Erwin Wenig | 27 febbraio 1918 - 2 dicembre 1918 |

## Lista delle basi utilizzate dalla Jagdstaffel 80
- Morsberg: 27 febbraio 1918
- Duss
- Nebingen
- Morsberg: 2 marzo 1918

## Lista degli aerei utilizzati dalla Jagdstaffel 80
- Fokker D.VII